# Sychnacedes idiopis
Sychnacedes idiopis är en fjärilsart som beskrevs av Collenette 1953. Sychnacedes idiopis ingår i släktet Sychnacedes och familjen tofsspinnare. Inga underarter finns listade i Catalogue of Life.